# Sparta (Geòrgia)
Sparta és una població dels Estats Units a l'estat de Geòrgia. Segons el cens del 2000 tenia 1.265 habitants.

## Demografia
Segons el cens del 2000, Sparta tenia 1.522 habitants, 617 habitatges, i 385 famílies. La densitat de població era de 322,9 habitants/km².
Dels 617 habitatges en un 26,9% hi vivien nens de menys de 18 anys, en un 25,4% hi vivien parelles casades, en un 31,8% dones solteres, i en un 37,6% no eren unitats familiars. En el 35% dels habitatges hi vivien persones soles el 17,7% de les quals corresponia a persones de 65 anys o més que vivien soles. El nombre mitjà de persones vivint en cada habitatge era de 2,44 i el nombre mitjà de persones que vivien en cada família era de 3,2.
Per edats la població es repartia de la següent manera: un 27,4% tenia menys de 18 anys, un 9,1% entre 18 i 24, un 23,1% entre 25 i 44, un 24,6% de 45 a 60 i un 15,8% 65 anys o més.
L'edat mediana era de 37 anys. Per cada 100 dones de 18 o més anys hi havia 74,3 homes.
La renda mediana per habitatge era de 18.580 $ i la renda mediana per família de 24.044 $. Els homes tenien una renda mediana de 21.375 $ mentre que les dones 17.375 $. La renda per capita de la població era d'11.403 $. Entorn del 31,8% de les famílies i el 34,8% de la població estaven per davall del llindar de pobresa.

## Poblacions més properes
El següent diagrama mostra les poblacions més properes.